# ザ・ギフテッド・グラデュエーション
The Gifted Graduation（ザ・ギフテッド・グラデュエーション）は、2020年放送のタイのテレビドラマシリーズ。『The Gifted』（2018）の続編で、主演（アンサンブル・キャスト）は、コーラパット・クッパン（ナノン）、ワチラウィット・ルーアンウィワット（チモン）、ハリット・チーワカルン（シング）、ラミダー・ジーラノラパット（ジェーン）、アタパン・プーンサワット（ガン）、パタドン・ジャングン（フィアット）、ナパソーン・ウィーラユッタウィライ（プイメック）が前作に続き出演し、ナタワット・フィンラー（パトリック）、プウィン・タンサックユーン、チャニカン・タンカボディー（プリム）が新たに加わった。前作『The Gifted』の後を描いており、特殊な能力を持ったギフテッドクラスの生徒たちが、再び力を合わせて強い力を持つ学校長と、学校の抑圧的な制度に立ち向かう物語である。 
GMMTVとParbdee Taweesukが共同制作した本作は、GMMTVが2019年10月15日に開催したイベント「New＆Next」で紹介された2020年放送予定の12のテレビドラマシリーズの1つである。   2020年9月6日より毎週日曜にGMM 25とLINE TVにて、それぞれ20:30 ICTと22:30 ICTに2020年11月29日まで放映された。 

## あらすじ
『The Gifted』の出来事の後、ギフテッドクラスの生徒たちは、マインドコントロールの特殊能力を持つパン（コーラパット・クッパン）と、テクノパシーの特殊能力を持つウェーブ（ワチラウィット・ルーアンウィワット）を中心として、再び力を合わせ、強い力を持つチュアマニー校長（Wanchana Sawasdee）と学校の抑圧的な制度に立ち向かう。 

## キャストとキャラクター

### 主演

#### 15期生
パン・パワレット・セームリティーロン役：コーラパット・クッパン（ナノン） 
リッターウィッタヤーコム校のギフテッドクラスの生徒の一人で、学校で最も下位クラスであるVIIIクラスから初めてギフテッドクラスに入った生徒。マインドコントロールの力を持ち、対象との物理的な接触と心拍を感じることで、相手を思い通りに操ることができる。（ギフテッドクラス15期生）
ウェーブ・ワストーン・ウォラチョーメティ役：ワチラウィット・ルーアンウィワット（チモン）
Iクラスからギフテッドクラスに入ったリッターウィッタヤーコム校の生徒。テクノパシーの力を持ち、電子機器に触ることでそれを制御および操作する能力を持っている。 （ギフテッドクラス15期生）
オーム・ウィチャイ・サイグン役：ハリット・チーワカルン（シング）
IIクラスからギフテッドクラスに入ったリッターウィッタヤーコム校の生徒。自分自身を見えなくしたり、人間を含む対象物を消したり元に戻したりすることができる力を持っている。 （ギフテッドクラス15期生）
プン・タウィーシン役：アタパン・プーンサワット（ガン）
Iクラスからギフテッドクラスに入ったリッターウィッタヤーコム校の生徒。他者を模倣し能力をコピーする力を持っており、見たり勉強したりすることでスキルを完全にコピーすることができるが、同時に複数の性格を形成してしまう副作用を持っている。 （ギフテッドクラス15期生）
クレア・アイリーン・ジャラッパン役：ラミダー・ジーラノラパット（ジェーン）
Iクラスからギフテッドクラスに入ったリッターウィッタヤーコム校の生徒。他人のオーラを見て、そのオーラの色を特定の種類の感情に関連付けることができる共感覚の能力を持っている。 （ギフテッドクラス15期生）
コーン・タナコーン・ゴッブグーン役：パタドン・ジャングン （フィアット）
Iクラスからギフテッドクラスに入ったリッターウィッタヤーコム校の生徒。眠らずに何日でも起き続けられる能力を持っている。 （ギフテッドクラス15期生）
モン・パーチモン・ピティウォンコーン役：ナパソーン・ウィーラユッタウィライ（プイメック）
IIクラスからギフテッドクラスに入ったリッターウィッタヤーコム校の生徒。超人的な力と俊敏性、器用さ、協調性を持っている。しかし、体から出る汗や涙などを通して分泌されるフェロモンは、人を狂わせたり暴力的にさせたりする危険性を持っている。 （ギフテッドクラス15期生）
ジャック・チャヌット・サリウ役：チャヤポン・ジュターマー（エージェー）
ジョー・チャネット・サリウ役：チャヤコーン・ジュターマー（ジェージェー）
IIIクラスからギフテッドクラスに入ったリッターウィッタヤーコム校の一卵性双生児の生徒。同期する能力を持っており、片方が受けた刺激をもう片方も感じることができる。 （ギフテッドクラス15期生）

#### 16期生
タイム・ターム・タムロンサワット役：ナタワット・フィンラー（パトリック）
ギフテッドプログラムの再開を希望するリッターウィッタヤーコム校4年のIクラスに所属する成績優秀な学生。対象の居場所を映像で把握できる能力を持っている。
サード（Thammarong Decharat）役：プウィン・タンサックユーン
リッターウィッタヤーコム校5年生で、正義感の強い学校の風紀委員。Iクラスに所属する。他人の思考を読み取る（マインドリーディング）能力を持っている。
グレイス（Natnicha Wongwattana）役：チャニカン・タンカボディー（プリム）
タイムと同級生のリッターウィッタヤーコム校4年のIクラスの学生。ギフテッドの能力を持っている。

#### 大人たち
スポット・チュアマニー役：Wanchana Sawasdee（Bird）
リッターウィッタヤーコム校の校長であり、ギフテッドプログラムの責任者。学校の生徒の階層システムを構築し、低級生を差別することで、一部の才能ある生徒の英才教育を推し進めており、強者が弱者や劣等者をリードする社会を強く信じている。パンと同じマインドコントロールの力を持っているが、パンの能力よりも強く進化している。しかし同じ力を持つ者同士では、お互いに対して力を使うことができないという制約がある。
ポム・パラマ・ウォンラッタナ役：チャッチャウィット・テーチャラポン（ビクター）
リッターウィッタヤーコム校のギフテッドクラスの講師であり、ギフテッドクラス第３期卒業生。記憶操作の力を持っており、催眠を掛けた相手の頭に触れることで、記憶を消去することができる。その能力をもってこれまでチュアマニー校長に協力してきた。
ダーリン・ワッタナシン先生役：Manatsanun Panlertwongskul（Donut）
教育大臣より直々に任された秘密の任務を遂行するため、リッターウィッタヤーコム校の教師として新たに赴任してきた。
ノン・チャノン・タウィポン役：ジラキット・ターワンウォン（メーク）
ポム先生と同じギフテッドクラス第３期生で、ギフテッドプログラムから初めて脱落した生徒。高い計算能力をもっていた。チュアマニー校長に反発したが、ポムにより記憶を消され10年間当時の記憶がないまま過ごした。現在は省のITサポートに所属する一方で、ギフテッドプログラムについて独自に調査を行っている。
ピチェート大臣役：Poramet Noi-am
新しく就任した教育大臣。ダーリン先生をリッターウィッタヤーコム校に派遣した。

### 脇役

#### 16期生
- オー役：パイサトーン・クンターン（キャプテン）

ギフテッドクラス第16期生。タイムの友人で、大量のデータをグラフィックやテキスト形式で記憶することができる記憶力を持っている。
- ボム役：Kittiphop Sereevichayasawat (Satang)

ギフテッドクラス第16期生。念力の力を持っており、頭を使って物を動かすことができる。
- Pichaya Pocharoen (Earth)
- Narabodin Deeboonmee (Winner)
- Alexander Bryant (Dylan)
- Palita Kitiyodom
- Rawipha Thananphongthon
- Kittiphat Si-bunrueang
- Waraphon Saisin

#### リッターウィッタヤーコム校の先生
- Wisit先生役：Ronnakon Sanitpraphatson
- 12年VIIIクラスの数学教師役：Dhammarong Sermrittirong (SandOtnim)
- 10年Iクラスのプレースメントテストの監督役：Patha Thongpan (O)
- 10年Iクラスの先生役：Chittaya Chanphuang

#### 学校の風紀委員
- Napolpong Sooksombut
- Tatpong Sermpornwiwat
- Thivara Prasansapakit

#### アンチ・ギフテッド
- ジェイ役：Siraphat Arun

12年Vクラスの生徒。アンチ・ギフテッドのメンバーの一人。コーンの手下。ダーリン先生の保管していたNyx-88ウイルスを盗み出した。
- Chatchanat Paphawiwattananont
- Sarayut Phruetthawongsiri
- Akkhadet Chuwong

#### 10年生
- Nonthakorn Chatchuea (Rossi)
- Norrapat Phonkhit
- Nicole Great Ngeesanthia
- Thanakon Milap

#### 教育省の職員
- Kanokphon Ruamtham
- Thongchai Ma-men
- Aekapong Buapung
- Phatraphi Ninlakhun
- Thiti Arakphotchong

### ゲスト出演
若い頃の偽のチュアマニー役：ターナット・ロークンナソムバット（リー）
チュアマニーの30年前の友人であり、研究パートナー、ネートの恋人。本物のチュアマニー（テイ）のマインドコントロールにより、自分自身がチュアマニーであると錯覚させられており、本物のチュアマニーの計画通りに行動させられていた。
ナムターン・チャヤニット・プラークリ役：Apichaya Thongkham（Lilly）
ギフテッドクラス第15期生の元生徒。サイコメトリーの能力を持っており、接触することで対象物に関する過去の記憶を見たり聞いたりすることができる。1年前にアンチ・ギフテッドによる爆発事件に巻き込まれたことで、母親により治療のためにタイ国外へ移動させられた。移動後もオームと親しく連絡を取り合っている。
ネート（Nayanate Jiraarpa）：ティパナリー・ウィーラワトノドム（ナムターン）
偽のチュアマニー（リー）の恋人で、チュアマニーによるギフテッドの能力開発のための最初の被験者。体調不良の状態で実験を受けたために脳に致命的な障害を受け、教育省によって隔離される。後に彼女の脳内からウイルスが検出され、Nyx-88と名付けられた。
ユス／若い頃のチュアマニー役：タワン・ウィホクラット（テイ）
ギフテッドの能力を活性化する方法を見つけるため、偽のチュアマニーと共に実験を行っていた人物。本物のチュアマニーであり、友人をマインドコントロールによりチュアマニーであると信じ込ませていた。自身の野望のために彼を利用し、ギフテッドプログラムを設立させる。
カノッパン・ラッタナデチャ（元 ネート）役：Poramaporn Jangkamol (June)
教育省によって隔離された後に死んだとされたが、チュアマニーによって省の外に出され新たな名前で地方の学校に教師として働いている。

## エピソード
| 話数 | 放送日         |
| --- | -------------- |
| 1 | 2020年9月6日   |
| ギフテッドクラスに入ることを夢見てリッターウィッタヤーコム校に入学したIクラスの4年生のタイムは、1年先輩のサードから昨年のギフテッド生による事件を受けてプログラムが閉鎖されたことを聞く。タイムはギフテッドプログラムの再開を求め、学生たちに署名活動への参加を呼び掛ける。そして同じクラスのグレイスの協力も得て多くの署名を集めることに成功した。その後、ダーリンの就任と共に、ギフテッドプログラムが再開されることが告げられる。しかしダーリンは単なる教師ではなく、チュアマニー校長と対立する教育大臣から秘密の任務を命じられていた。 |                |
| 2 | 2020年9月13日  |
| ギフテッドクラス15期生であるパンたちが作戦会議をしているところに偶然居合わせたことで、タイムがギフテッドであることが判明する。そこでタイムの能力を開放するため、オームを中心として放課後の特訓が始まった。15期生と交流するタイムを見たサードは、タイムに教育省がギフテッドプログラムを中止するきっかけとなった事件の原因が彼らにあることを告げる。15期生のやろうとしていることに疑いを持ち始めたタイムだったが、彼らを追いかける過程で自身の潜在能力を開花させる。                                                                        |                |
| 3 | 2020年9月20日  |
| ギフテッドクラスを含めたクラスグレード決定のためのプレースメントテスト実施に向けて生徒たちが勉強する中、タイムはパンたち15期生の助けを借りて位置追跡の能力を高めていく。それと同時にパンたちはプレースメントテスト当日に実施する計画の準備を進めていた。一方で校長が彼らの計画を阻止する方法を考案し実施したことで、計画はとん挫しそうになる。しかし開花したタイムの能力を活用することを思いつき計画を実行に移すのだが…。 |                |
| 4 | 2020年9月27日  |
| プレースメントテストの結果が出て新しいギフテッドクラスのメンバーが公表された。そこにはタイム、グレイス、サードの名前も入っていた。授業が開始されサードの能力が何であるかが分かると、ダリン先生は自身の執務室から盗まれた液体を見つけ出すために、彼の能力を利用することを思いつく。調査を開始したサードはこの盗難事件にギフテッドクラス15期生の誰かが関与している可能性を突き止めた。そこで彼らと接触のあるタイムにその能力を使って証拠を得ようとするが、タイムが突然頭を抱えて倒れてしまう。                                              |                |
| 5 | 2020年10月4日  |
| ギフテッドクラス16期生のうちグレース以外の全員がNyx-88ウイルスに感染した。ダリン先生が教育省から持ち込んだNyx-88ウイルスはギフテッドにのみ作用するもので、脳に障害をもたらすものだった。校長とポム先生がダリン先生と協力してこの病の治療法を探す中、15期生のメンバーたちは自分たちの中にいる裏切り者を探し出そうと動き出す。 |                |
| 6 | 2020年10月11日 |
| ウイルスをばら撒いた当事者であるコーンが学校から姿をくらました。ギフテッドクラス15期生たちは彼を裏切り者として捕えるか、仲間として話し合うかで意見が割れる。パンはクレアとモンに説得され、プン、ウェーブ、学校・教育省が介入する前にコーンを探し出し、話し合いを試みることにした。コーンの捜索にはウイルスに侵されたタイムが協力を申し出たが、能力を使用したことで命を危険に晒してしまう。しかしそのおかげでコーンの居場所を突き止めたパンは、そこで死んだと思っていた人物と出会う。                                                      |                |
| 7 | 2020年10月18日 |
| タイムの死とコーンの自殺未遂によって、ギフテッドクラス15期生たちの絆は悪化の一途をたどる。教育省は校長とポム先生を裏切り捕えようとするが、その前に2人は姿をくらました。臨時の校長となったダリン先生の献身的な姿を見たパンは、彼女に協力する姿勢を見せ始めるが、グレースやサードに16期生の症状は改善するどころか悪化していることを知らされる。パンは教育省の姿勢を変えようとウェーブたちに協力を依頼するが既に絆はバラバラになっており、どうすることもできずに希望を失いかけていた。                                                       |                |
| 8 | 2020年10月25日 |
| 死んだと思っていたタイムがチュアマニー校長とポム先生と共にパンの前に現れた。しかもタイムの症状は改善しており、服用することでウイルスの活性を抑えることができる薬も校長によって開発されていた。そして校長はパンにギフテッドプログラムが開始されるまでに自身が行った30年前の出来事を語りはじめる。 |                |
| 9 | 2020年11月1日  |
| ギフテッドクラスの生徒が能力を使用している映像が何者かによって世間に流出された。教育省はこれを機会にギフテッドプログラムと能力保持者の存在を公にすることを決め、プンたちに理解と協力を求めた。一方でパンはチュアマニー校長とポム先生に能力のさらなる強化のための訓練をさせられるが、望まないやり方に抵抗し独自に別の方法を探る。 |                |
| 10 | 2020年11月8日  |
| 本来の教育省による記者会見はパンたちにより中止されたが、代わりにチュアマニー校長による記者会見が行われ、ギフテッドプログラムをタイ全土にて実施する旨が発表される。愕然とするパンに反旗を翻したチュアマニー校長は、自分の過去と真の目的を明かす。 |                |
| 11 | 2020年11月15日 |
| グレイスの協力によりチュアマニーの手から逃げ出すことに成功したパンを見つけるため、チュアマニーはギフテッドクラス15期生たちを集め、マインドコントロールをかけた。ウェーブはパンの居所を見つけたが、チュアマニーに報告しない代わりにウイルスを摂取する。それを知ったパンはウェーブのために薬を手に入れようと再び動き出す。一方で、グレイスとサード、タイムの3人はかつて実験により脳に障害を受け教育省によって隔離されたネートと思しき人物と接触する。                                                                                       |                |
| 12 | 2020年11月22日 |
| 抗ウイルス放射線マシンの設計図がギフテッドクラス15期生たちの手に渡り、プンがマシンの開発に取り掛かった。しかしプンはその過程でマシンには1つ重大な問題があることに気付く。マシンによってウイルスを撃退できると同時にギフテッドの能力も失う可能性があったのだ。そこでウイルスに感染しており、かつ自分の能力を消したいと思っていたコーンが最初の被験者になることを申し出る。一方でチュアマニーは設計図を盗み出したグレイスを脅威とみなし、彼女の能力が何であるかを見極めようと昔開発した能力活性化装置にかけたのだが…。                      |                |
| 13 | 2020年11月29日 |
| オームたちの策略によりギフテッドプログラムの真の目的が明らかになり、チュアマニーは不利な立場に追い込まれる。ギフテッドクラス15期生たちがチュアマニーとの妥協点を探す一方で、未来を知るグレイスはギフテッドプログラムの完全な終了を提案する。そして遂に2年間にわたる戦いが終焉を迎える。 |                |